# 切爾西灣戰鬥
切爾西灣戰鬥（英語：Battle of Chelsea Creek）是美國獨立戰爭波士頓之圍期間的一場軍事衝突，發生於切爾西灣旁邊的諾道島（Noddle's Island）及霍德島（Hog Island），今日已經填海成為東波士頓地區。戰事民兵成功將兩地的牲畜趕走，使到英國軍隊失去了食物補給。民兵亦焚燬了英國軍隊的雙桅縱帆船戴安娜號，其艦上火器物資均為民兵奪去，並且用於半個月後的碉堡山戰役。是次戰鬥亦是民兵與英國軍隊的首次炮戰。

## 背景及前奏
列星頓和康科德戰役後，民兵開始包圍波士頓。由於波士頓幾乎四面環海，只有一道狹窄陸橋通往南方洛斯貝利（Roxbury），且陸橋東方為多徹斯特高地（Dorchester Heights）。故此，民兵只要扼守多徹斯特，便足以阻截英軍從陸路突圍。
雖然麻省民兵沒有海軍阻止英軍的海路運輸，但波士頓仍可從附近島嶼獲取補給。波士頓東北分別有諾道島（Noddle's Island）及霍德島（Hog Island）兩座島嶼。這兩座島嶼位於密斯迪河出海口及查爾斯鎮東面，由狹窄的切爾西灣（Chelsea Creek）將其與北面大陸分隔。兩座島上嶼都有豐富的農畜物資，而諾道島更因地利之便，而被波士頓海軍用作儲藏補給。當潮退之時，霍德島與大陸之間的淺灘可以涉水通過，而霍德島與諾道島之間亦可通行。這使民兵及英軍都希望捷足先登，阻止對方取得物資。
5月14日，麻省安全委員會（Committee of Safety）領袖約瑟·瓦倫醫生，調度四個鄉鎮的民兵出征。戰事前夕，瓦倫與包圍波士頓的民兵總司令亞提馬斯·華德（Artemas Ward）偵察了諾道島及霍德島，沒有發現英軍；而波士頓則曾派軍到波士頓南方的葡萄島（Grape Island）收取物資，但遭附近的民兵發現而驅趕。26日晚，約翰·史塔克（John Stark）帶著300多名民兵，沿著密斯迪河向東南行進，於退潮時繞過切爾西灣東南部的淺灘，步往霍德島。
至於英軍的準備工作，主要圍繞在海軍及陸戰隊部署。當時駐波士頓的海軍由塞繆爾·格雷夫斯（Samuel Graves）中將指揮，而約翰·皮特凱恩（John Pitcairn）則負責海軍陸戰隊。目前沒有資料可確定英國陸戰隊有否派駐諾道島，但蓋奇有派小船在各島嶼外戒備。至於波士頓軍艦主要有三等護衛艦森麻實號、四等風帆戰列艦普雷斯頓號、雙桅縱帆船戴安娜號及單桅縱帆船大不列顛號。

## 戰鬥
5月27日上午10時，史塔克的民兵開始進入霍德島，並將全島牲畜驅趕集結。史塔克同時派一小隊民兵前往諾道島，將眼所能見的牲畜殺死，焚燬所有倉庫及乾草。下午2時，格雷夫斯從旗艦普雷斯頓號看到諾道島的濃煙，即時派出數百名陸戰隊登陸阻止，同時命姪托馬士·格雷夫斯（Thomas Graves）指揮的戴安娜號出發，趕往切爾西灣攔截。
英軍陸戰隊登陸後，雖曾與民兵激烈交火，但雙方都沒有損傷。全部民兵最終帶同牲畜，撤離兩座島嶼；而陸戰隊也在傍晚回到艦上。不過此時潮水繼續退卻，位處諾道島西北面的戴安娜號，必須有拖船協助，才可掉頭離開，避免在切爾西灣擱淺。托馬士向叔父求援，而塞繆爾則派大不列顛號及數艘拖船出發。
托馬士的求援信息被民兵截獲。得悉戴安娜號即將被困，瓦倫與身邊最高級的軍官以色列·普特南即時出發，帶軍1,000人前往攻擊。普特南曾下水要求戴安娜號棄械投降，但托馬士下令全艦開炮攻擊，而少量部署在諾道島的英軍火炮也加入戰團。至於瓦倫則命陸上兩門大炮反擊，雙方爆發獨立戰爭首場炮戰。民兵火炮阻止了英軍拖船的救援。夜色漸深，英軍拖船被迫放棄救援，而戴安娜號則隨水向西漂流，終於靠近大陸一面的密斯迪河河岸擱淺。托馬士將全部人員撤到不列顛號後棄船。民兵在洗掠艦上所有物資及武器後，在28日午夜點火將其焚燬。

## 戰後
切爾西灣戰鬥只是一場小型武裝衝突，雙方傷亡人數輕微，對整個波士頓圍城戰也沒有決定性影響。英軍雖然損失了不少物資，而波士頓的物資繼續短缺，但海路補給線仍然暢通無阻。事實上在衝突發生前兩日，第五代豪子爵威廉·豪、克林頓及伯戈因（John Burgoyne）三人的援軍乘船抵達波士頓，英軍即將預備破解圍城的軍事行動。蓋奇出於保險，而在波士頓城北的科柏山（Copp's Hill）增設火炮，並將森麻實號調離淺水區，同時派軍到諾道島巡邏。
不過對民兵來說，切爾西灣之戰有激勵士氣功效，而戴安娜號艦上的火炮更強化民兵火力。由於當時殖民地的火器物資短缺，民兵在半個月後的碉堡山戰役，很可能用上了戴安娜號的火器。好勇的普特南也憑藉戰功，獲第二次大陸會議擢升為將軍。